# Zimbabwe op de Olympische Zomerspelen 2008
Zimbabwe nam deel aan de Olympische Zomerspelen 2008 in Peking, China.
Zimbabwe debuteerde op de Zomerspelen in 1928 en deed in 2008 voor de elfde keer mee. Net als bij de vorige editie van 2004 was het de zwemster Kirsty Coventry die voor haar land alle medailles behaalde.

## Medailleoverzicht
Kirsty Coventry veroverde vier medailles, ze prolongeerde haar olympische titel op de 200 meter rugslag en veroverde ook nog drie zilveren medailles. Ze bracht daarmee haar totaal op zeven olympische medailles (2-4-1) en het totaal van Zimbabwe op acht.
| Sport   | Olympiër        | Discipline       | Medaille |
| ------- | --------------- | ---------------- | -------- |
| Zwemmen | Kirsty Coventry | 200 m rug (v)    | Goud     |
| Zwemmen | Kirsty Coventry | 100 m rug (v)    | Zilver   |
| Zwemmen | Kirsty Coventry | 200 m wissel (v) | Zilver   |
| Zwemmen | Kirsty Coventry | 400 m wissel (v) | Zilver   |

## Deelnemers en resultaten
De deelneemster bij het tennis nam deel op uitnodiging van de Olympische tripartitecommissie.
 (m) = mannen, (v) = vrouwen 
| Sport      | Olympiër                | Discipline       | Resultaat | Prestatie                                                                                              |
| ---------- | ----------------------- | ---------------- | --------- | --- |
| Atletiek   | Brian Dzingai           | 200 m (m)        | 4e        | serie 2: 20,25 (1e; 1e tijd) KF 2: 20,23 (1e; 1e tijd) HF 1: 20,17 (2e; 2e tijd) F: 20,22              |
| Atletiek   | Young Talkmore Nyongani | 400 m (m)        | series    | serie 1: 45,89 (6e; 30e tijd)                                                                          |
| Atletiek   | Lewis Banda             | 400 m (m)        | series    | serie 3: 46,76 (6e; 47e tijd)                                                                          |
| Atletiek   | Cuthbert Nyasango       | 10.000 m (m)     | dnf       | niet gefinisht                                                                                         |
| Atletiek   | Ngonidzashe Makusha     | verspringen (m)  | 4e        | kwalificatie groep B: 8,14 m - 7,94 m (1e) finale: 8,19 m - 8,06 m - 8,05 m - 8,10 m - 8,05 m - 6,48 m |
| Atletiek   | Mike Fokoroni           | marathon (m)     | 11e       | 2:13,17                                                                                                |
| Atletiek   | Tabitha Tsatsa          | marathon (v)     | 49e       | 2:37,10                                                                                                |
| Roeien     | Elana Hill              | skiff (v)        | 25e       | serie 6: 8.35,53 (3e) KF 1: 8.20,84 (6e) HF C/D: 8.34,27 (6e) E-finale: 8.09,94 (3e)                   |
| Tennis     | Cara Black              | enkelspel (v)    | 1/32F     | 1/32F: verloor van Jelena Janković (Srb), (3-6, 3-6)                                                   |
| Triatlon   | Christopher Felgate     | mannen           | 42e       | totaaltijd: 1:59.69,94 zwemmen: 18.21 (26e) fietsen: 59.00 (32e) lopen: 36.09 (42e)                    |
| Wielrennen | Antipas Kwari           | mountainbike (m) | 48e       | -6 ronden (laatste)                                                                                    |
| Zwemmen    | Kirsty Coventry         | 100 m rug (v)    | Zilver    | serie 5: 59,00 OR (1e; 1e tijd) HF 2: 58,77 WR (1e; 1e tijd) F: 59,19                                  |
| Zwemmen    | Kirsty Coventry         | 200 m rug (v)    | Goud      | serie 4: 2.06,76 OR (1e; 1e tijd) HF 2: 2.07,76 (1e; 1e tijd) F: 2.05,24 WR                            |
| Zwemmen    | Kirsty Coventry         | 200 m wissel (v) | Zilver    | serie 5: 2.12,18 (3e; 8e tijd) HF 1: 2.09,53 OR (1e; 1e tijd) F: 2.08,59 CR                            |
| Zwemmen    | Kirsty Coventry         | 400 m wissel (v) | Zilver    | serie 4: 4.36,43 (4e; 7e tijd) F: 4.29,89 CR                                                           |
| Zwemmen    | Heather Brand           | 100 m vlinder    | series    | serie 3: 1.01,39 (8e; 42e tijd)                                                                        |

### Afkortingen
- OR = olympisch record
- CR = continentaal record
- WR = wereldrecord

Afghanistan · Albanië · Algerije · Amerikaanse Maagdeneilanden · Amerikaans-Samoa · Andorra · Angola · Antigua en Barbuda · Argentinië · Armenië · Aruba · Australië · Azerbeidzjan · Bahama's · Bahrein · Bangladesh · Barbados · België · Belize · Benin · Bermuda · Bhutan · Bolivia · Bosnië en Herzegovina · Botswana · Brazilië · Britse Maagdeneilanden · Bulgarije · Burkina Faso · Burundi · Cambodja · Canada · Centraal-Afrikaanse Republiek · Chili · China · Chinees Taipei · Colombia · Comoren · Congo-Brazzaville · Congo-Kinshasa · Cookeilanden · Costa Rica · Cuba · Cyprus · Denemarken · Djibouti · Dominica · Dominicaanse Republiek · Duitsland · Ecuador · Egypte · El Salvador · Equatoriaal-Guinea · Eritrea · Estland · Ethiopië · Fiji · Filipijnen · Finland · Frankrijk · Gabon · Gambia · Georgië · Ghana · Grenada · Griekenland · Groot-Brittannië · Guam · Guatemala · Guinee · Guinee‑Bissau · Guyana · Haïti · Honduras · Hongarije · Hongkong · Ierland · IJsland · India · Indonesië · Irak · Iran · Israël · Italië · Ivoorkust · Jamaica · Japan · Jemen · Jordanië · Kaaimaneilanden · Kaapverdië · Kameroen · Kazachstan · Kenia · Kirgizië · Kiribati · Koeweit · Kroatië · Laos · Lesotho · Letland · Libanon · Liberia · Libië · Liechtenstein · Litouwen · Luxemburg · Macedonië · Madagaskar · Malawi · Malediven · Maleisië · Mali · Malta · Marshalleilanden · Marokko · Mauritanië · Mauritius · Mexico · Micronesië · Moldavië · Monaco · Mongolië · Montenegro · Mozambique · Myanmar · Namibië · Nauru · Nederland · Nederlandse Antillen · Nepal · Nicaragua · Nieuw-Zeeland · Niger · Nigeria · Noord-Korea · Noorwegen · Oeganda · Oekraïne · Oezbekistan · Oman · Oostenrijk · Oost‑Timor · Pakistan · Palau · Palestina · Panama · Papoea-Nieuw-Guinea · Paraguay · Peru · Polen · Portugal · Puerto Rico · Qatar · Roemenië · Rusland · Rwanda · Saint Kitts en Nevis · Saint Lucia · Saint Vincent en Grenadines · Salomonseilanden · Samoa · San Marino · Sao Tomé en Principe · Saoedi-Arabië · Senegal · Servië · Seychellen · Sierra Leone · Singapore · Slovenië · Slowakije · Soedan · Somalië · Spanje · Sri Lanka · Suriname · Swaziland · Syrië · Tadzjikistan · Tanzania · Thailand · Togo · Tonga · Trinidad en Tobago · Tsjaad · Tsjechië · Tunesië · Turkije · Turkmenistan · Tuvalu · Uruguay · Vanuatu · Venezuela · Verenigde Arabische Emiraten · Verenigde Staten · Vietnam · Wit-Rusland · Zambia · Zimbabwe · Zuid-Afrika · Zuid-Korea · Zweden · Zwitserland
Uitgesloten van deelname: Brunei